# Lill-Tjärget
Lill-Tjärget är en sjö i Arvidsjaurs kommun i Lappland och ingår i Piteälvens huvudavrinningsområde. Sjön har en area på 0,296 kvadratkilometer och ligger 333,1 meter över havet.

## Delavrinningsområde
Lill-Tjärget ingår i det delavrinningsområde (733232-167261) som SMHI kallar för Ovan Tapmukjåkkå. Medelhöjden är 340 meter över havet och ytan är 8,46 kvadratkilometer. Räknas de 29 avrinningsområdena uppströms in blir den ackumulerade arean 597,6 kvadratkilometer. Varjisån som avvattnar avrinningsområdet har biflödesordning 2, vilket innebär att vattnet flödar genom totalt 2 vattendrag innan det når havet efter 134 kilometer. Avrinningsområdet består mestadels av skog (86 procent). Avrinningsområdet har 0,29 kvadratkilometer vattenytor vilket ger det en sjöprocent på 3,5 procent.